# Ólympos (Kárpathos)
Ólympos, en grec moderne : Όλυμπος, est un district municipal et un village de l'île de Kárpathos, en Égée-Méridionale, Grèce.
Selon le recensement de 2011, la population du district municipal compte 556 habitants tandis que celle du village s'élève à 270 habitants.